# Physotarsus adriani
Physotarsus adriani är en stekelart som beskrevs av Ian D. Gauld 1997. Physotarsus adriani ingår i släktet Physotarsus och familjen brokparasitsteklar. Inga underarter finns listade i Catalogue of Life.